# Cody Gakpo
Ne pas confondre avec le footballeur togolais Serge Gakpé.
Cody Gakpo (nom prononcé en néerlandais : [ˈɣɑkpoː]), né le 7 mai 1999 à Eindhoven aux Pays-Bas, est un footballeur international néerlandais jouant au poste d'attaquant au Liverpool FC.

## Biographie

### PSV Eindhoven
Né à Eindhoven dans le sud des Pays-Bas d'un père togolais et d'une mère néerlandaise, Cody Gakpo est un pur produit du centre de formation du PSV Eindhoven, club avec lequel il signe son premier contrat professionnel en septembre 2016. Cody Gakpo est intégré à l'équipe première à partir de 2018, où Mark van Bommel, son entraîneur avec l'équipe des -19 ans jusqu'à sa nomination à l'équipe une, semble vouloir lui donner sa chance. Le 25 février 2018, alors âgé de 18 ans, il prend part à son premier match de championnat (Eredivisie) sur la pelouse du Feyenoord Rotterdam, un match gagné par le PSV 1 à 3,
Gakpo marque son premier but en professionnel en Coupe des Pays-Bas, le 26 septembre 2018. Ce jour-là, le PSV Eindhoven s'impose largement sur le score de 0-4 face à l'Excelsior Maassluis (en). Le 24 octobre 2018 Gakpo fait ses débuts en Ligue des champions, entrant en jeu à la place de Gastón Pereiro contre Tottenham Hotspur, les deux équipes se neutralisant sur un score nul de 2-2. Le 3 février 2019, Cody Gakpo entre en jeu à la place de Donyell Malen en début de seconde période face au Fortuna Sittard et inscrit son premier but en Eredivisie. Durant ce match il est également auteur d'une passe décisive pour Luuk de Jong et son équipe s'impose largement par cinq buts à zéro,
Le 12 septembre 2019, Gakpo prolonge son contrat avec le PSV jusqu'en 2023.
Le 13 septembre 2020, lors de la première journée de la saison 2020-2021 d'Eredivisie, Gakpo réalise son premier doublé avec le PSV Eindhoven, face au FC Groningue. Il contribue ainsi à la victoire de son équipe (1-3 score final). Le 24 septembre suivant il marque à nouveau deux buts contre le NŠ Mura, à l'occasion d'une rencontre qualificative pour la Ligue Europa 2020-2021, permettant ainsi à son équipe de l'emporter (1-5 score final) et de se qualifier. Il se montre à nouveau décisif lors du tour suivant, le 1er octobre 2020 contre le Rosenborg BK où il marque le second but du PSV (0-2 score final).

### Liverpool FC
Le 28 décembre 2022, après sa très bonne Coupe du monde 2022, Cody Gakpo s'engage en faveur du Liverpool FC. Il signe un contrat courant jusqu'en juin 2028, effectif à partir du 1er janvier 2023,.
Gakpo inscrit son premier but pour Liverpool le 13 février 2023, à l'occasion d'un Derby du Merseyside en championnat face à l'Everton FC. Titulaire, il participe à la victoire de son équipe par deux buts à zéro,. Gakpo réalise son premier doublé face à un autre grand rival du Liverpool FC, Manchester United, lors d'une rencontre de championnat le 5 mars 2023. Débutant le match, l'attaquant néerlandais participe à une victoire historique des Reds, qui s'imposent ce jour-là par sept buts à zéro,.
Le 25 janvier 2025, Gakpo réalise un nouveau doublé en championnat, contre Ipswich Town. Titularisé ce jour-là, il contribue à la victoire des Reds par quatre buts à un,.

### En sélection
Avec les moins de 19 ans, il délivre une passe décisive face à la Norvège en mars 2018 (victoire 1-6).
Avec les moins de 20 ans, il inscrit en novembre 2018 un triplé contre la Suisse, puis un but face à l'Italie.
Cody Gakpo fait ses débuts avec l'équipe des Pays-Bas espoirs le 24 mars 2019 face aux États-Unis (0-0). Il marque son premier but lors de sa deuxième sélection, contre l'Égypte, le 26 mars suivant, permettant à son équipe de remporter le match puisqu'il s'agit de la seule réalisation de la partie.
Lors de l'Euro 2020, Cody Gakpo honore sa première sélection avec l'équipe nationale des Pays-Bas le 21 juin 2021, face à la Macédoine du Nord. Il entre en jeu à la place de Frenkie de Jong lors de ce match remporté par les Pays-Bas sur le score de trois buts à un. Il marque son premier but pour les Pays-Bas lors de sa troisième sélection, le 4 septembre 2021, face au Monténégro. Titulaire, il délivre également une passe décisive en plus de son but, et permet à son équipe de l'emporter par quatre buts à zéro.
Le 11 novembre 2022, il est sélectionné par Louis van Gaal pour participer à la Coupe du monde 2022. Durant sa première compétition internationale il est l'auteur de trois buts, tous inscrits en phase de poules face au Sénégal, à l'Equateur et au Qatar. 
Le 29 mai 2024, il figure dans la liste des 26 joueurs néerlandais retenus par Ronald Koeman pour participer à l'Euro 2024. Le 16 juin, lors du premier match de poules face à la Pologne il inscrit le but égalisateur contribuant à la victoire des siens 2-1. Le 25 juin, il récidive lors du dernier match de poules face à l'Autriche mais ne peut empêcher la défaite de son équipe 3-2. Le 2 juillet, il inscrit son troisième but dans la compétition lors du huitième de finale opposant son équipe à la Roumanie (victoire 3-0).     

## Vie personnelle
Cody Gakpo est né à Eindhoven aux Pays-Bas et possède des origines néerlandaises, togolaises et ghanéennes.

## Statistiques

### Statistiques détaillées
| Saison                | Club                  | Championnat           | Championnat | Championnat | Championnat | Coupe nationale | Coupe nationale | Coupe nationale | Coupe de la Ligue | Coupe de la Ligue | Coupe de la Ligue | Supercoupe | Supercoupe | Supercoupe | Compétition(s) continentale(s) | Compétition(s) continentale(s) | Compétition(s) continentale(s) | Compétition(s) continentale(s) | Pays-Bas | Pays-Bas | Pays-Bas | Total | Total | Total |
| Saison                | Club                  | Division              | M.          | B.          | P.d.        | M.              | B.              | P.d.            | M.                | B.                | P.d.              | M.         | B.         | P.d.       | Comp.                          | M.                             | B.                             | P.d.                           | M.       | B.       | P.d.     | M.    | B.    | P.d.  |
| 2017-2018             | PSV Eindhoven         | Eredivisie            | 1           | 0           | 0           | -               | -               | -               | -                 | -                 | -                 | -          | -          | -          | -                              | -                              | -                              | -                              | -        | -        | -        | 1     | 0     | 0     |
| 2018-2019             | PSV Eindhoven         | Eredivisie            | 16          | 1           | 5           | 2               | 1               | 0               | -                 | -                 | -                 | -          | -          | -          | C1                             | 1                              | 0                              | 0                              | -        | -        | -        | 19    | 2     | 5     |
| 2019-2020             | PSV Eindhoven         | Eredivisie            | 25          | 7           | 6           | 3               | 0               | 0               | -                 | -                 | -                 | -          | -          | -          | C1+C3                          | 2+9                            | 0+1                            | 0+1                            | -        | -        | -        | 39    | 8     | 7     |
| 2020-2021             | PSV Eindhoven         | Eredivisie            | 23          | 7           | 3           | 1               | 0               | 0               | -                 | -                 | -                 | -          | -          | -          | C3                             | 3                              | 1                              | 1                              | -        | -        | -        | 27    | 8     | 4     |
| 2021-2022             | PSV Eindhoven         | Eredivisie            | 26          | 12          | 13          | 4               | 2               | 0               | -                 | -                 | -                 | 1          | 0          | 0          | C1+C3+C4                       | 6+4+5                          | 2+2+3                          | 0+0+1                          | 7        | 2        | 0        | 53    | 23    | 14    |
| 2022-2023             | PSV Eindhoven         | Eredivisie            | 14          | 9           | 12          | -               | -               | -               | -                 | -                 | -                 | 1          | 1          | 2          | C1+C3                          | 4+5                            | 0+3                            | 0+2                            | 7        | 4        | 1        | 31    | 17    | 17    |
| Sous-total            | Sous-total            | Sous-total            | 105         | 36          | 39          | 10              | 3               | 0               | -                 | -                 | -                 | 2          | 1          | 2          | -                              | 41                             | 15                             | 6                              | 14       | 6        | 1        | 172   | 61    | 48    |
| 2022-2023             | Liverpool FC          | Premier League        | 21          | 7           | 2           | 3               | 0               | 0               | -                 | -                 | -                 | -          | -          | -          | C1                             | 2                              | 0                              | 0                              | 3        | 0        | 0        | 29    | 7     | 2     |
| 2023-2024             | Liverpool FC          | Premier League        | 35          | 8           | 5           | 4               | 0               | 0               | 6                 | 4                 | 0                 | -          | -          | -          | C3                             | 8                              | 4                              | 1                              | 13       | 6        | 3        | 66    | 22    | 9     |
| 2024-2025             | Liverpool FC          | Premier League        | 35          | 10          | 4           | -               | -               | -               | 5                 | 5                 | 0                 | -          | -          | -          | C1                             | 8                              | 3                              | 1                              | 10       | 3        | 2        | 58    | 21    | 7     |
| 2025-2026             | Liverpool FC          | Premier League        | 1           | 1           | 0           | -               | -               | -               | -                 | -                 | -                 | 1          | 0          | 0          | C1                             | -                              | -                              | -                              | -        | -        | -        | 2     | 1     | 0     |
| Sous-total            | Sous-total            | Sous-total            | 92          | 26          | 11          | 7               | 0               | 0               | 11                | 9                 | 0                 | 1          | 0          | 0          | -                              | 18                             | 7                              | 2                              | 26       | 9        | 5        | 155   | 51    | 18    |
| Total sur la carrière | Total sur la carrière | Total sur la carrière | 199         | 62          | 50          | 17              | 3               | 0               | 11                | 9                 | 0                 | 3          | 1          | 2          | -                              | 59                             | 23                             | 8                              | 40       | 15       | 6        | 329   | 113   | 66    |

### En sélection nationale
| Saison                | Sélection             | Phases finales                        | Phases finales | Phases finales | Phases finales | Éliminatoires | Éliminatoires | Éliminatoires | Matchs amicaux | Matchs amicaux | Matchs amicaux | Total | Total | Total |
| Saison                | Sélection             | Compétition                           | M              | B              | Pd             | M             | B             | Pd            | M              | B              | Pd             | M     | B     | Pd    |
| --------------------- | --------------------- | ------------------------------------- | -------------- | -------------- | -------------- | ------------- | ------------- | ------------- | -------------- | -------------- | -------------- | ----- | ----- | ----- |
| 2021-2022             | Pays-Bas              | Ligue des nations                     | 3              | 1              | 0              | 4             | 1             | 0             | -              | -              | -              | 7     | 2     | 0     |
| 2022-2023             | Pays-Bas              | Ligue des nations+Coupe du monde 2022 | 3+5            | 1+3            | 0+0            | 1             | 0             | 0             | 1              | 0              | 0              | 10    | 4     | 0     |
| 2023-2024             | Pays-Bas              | Euro 2024                             | 4              | 3              | 1              | 6             | 3             | 2             | -              | -              | -              | 10    | 6     | 3     |
| Total sur la carrière | Total sur la carrière | Total sur la carrière                 | 15             | 8              | 1              | 11            | 4             | 2             | 1              | 0              | 0              | 27    | 12    | 3     |

## Palmarès

### En club
| PSV Eindhoven (2)                                                                            | Liverpool (2)                                                                     |
| -------------------------------------------------------------------------------------------- | --------------------------------------------------------------------------------- |
| - Supercoupe des Pays-Bas (1) - Vainqueur : 2022 - Coupe des Pays-Bas (1) - Vainqueur : 2022 | - Premier League (1) - Champion : 2025 - Coupe de la Ligue (1) - Vainqueur : 2024 |

### Distinctions personnelles
- Soulier d'or néerlandais en 2022
- Co Meilleur buteur de l'Euro 2024